# AC Allianssi Vantaa
El AC Vantaan Allianssi, conocido como AC Allianssi, fue un equipo de fútbol de Finlandia que alguna vez jugó en la Primera División de Finlandia, la liga de fútbol más importante del país.
Fue fundado en el año 2002 en la ciudad de Vantaa luego de adquirir la franquicia del Atlantis Helsinki, fundado en 1995, y jugó todas sus temporadas en la Primera División de Finlandia, fue finalista del torneo de Copa en 1 ocasión y ganó 2 copas de la Liga.
El equipo comenzó su etapa de decadencia luego del partido que tuvieron ante el FC Haka que predieron 8-0, ya que se cree que el partido estuvo arreglado por una mafia chino-belga, quien tenía el control del equipo desde el verano del 2005, pero la policía fracasó en la investigación por no encontrar suficientes evidencias.
En el año 2006, el exdirectivo Olivier Suray admintió que tal partido estaba arreglado, acusando al dueño chino Zheyun Ye como el principal gestor del arreglo.
A nivel internacional participó en 3 torneos continentales, donde su mejor participación fue en la Copa Intertoto de 2003/04, en la que fue eliminado en la tercera ronda por el Perugia Calcio de Italia.
El equipo desapareció en el año 2006 cuando el presidente Erkki Salo anunció que el equipo se declaraba en bancarrota y como consecuencia, desapareció.

## Palmarés
- Copa de Finlandia: 0
  - Finalista: 1

2003
- Copa de la Liga de Finlandia: 2

2004, 2005

## Participación en competiciones de la UEFA
- Copa UEFA: dos apariciones

2005 - Primera ronda clasificatoria
2006 - Segunda ronda clasificatoria
- Copa Intertoto: una aparición

2004 - Tercera ronda

### Partidos en UEFA
| Temporada | Torneo             | Ronda            | Club                 | Marcador |
| --------- | ------------------ | ---------------- | -------------------- | -------- |
| 2003/04   | Copa Intertoto     | 1                | Hibernians FC Paola  | 1–0, 1–1 |
| 2003/04   | Copa Intertoto     | 2                | Akratitos Ano Liosia | 0–0, 1–0 |
| 2003/04   | Copa Intertoto     | 3                | Perugia Calcio       | 0–2, 0–2 |
| 2004/05   | UEFA Europa League | Clasificatoria 1 | Glentoran FC         | 1–2, 2–2 |
| 2005/06   | UEFA Europa League | Clasificatoria 1 | CS Pétange           | 3–0, 1–1 |
| 2005/06   | UEFA Europa League | Clasificatoria 2 | SK Brann             | 0–2, 0–0 |

## Jugadores destacados
- Heikki Haara